# 나시르 앗딘 알카스리 무함마드 이븐 아흐마드
나시르 앗딘 알카스리 무함마드 이븐 아흐마드(아랍어: ناصر الدين القصري), 줄여서 나시르 알카시리는 와타스 왕조 (현 모로코)의 술탄인 아흐마드의 어린 아들이었다.

## 생애
1545년 아버지 술탄 아흐마드가 남부의 적대세력인 사드 술탄국에 포로로 잡혔다. 이에 아흐마드의 후계자였던 알리 아부 하순은 나시르 알카시리의 섭정을 맡으면서 오스만 제국에 충성을 바치며 지원을 얻어냈다.
아흐마드가 사드 술탄국에 억류되어 있던 1545년~1547년까지 섭정체제로 통치하였으며 1547년 사망했다.